# Tajcy (stacja kolejowa)
Tajcy (ros. Тайцы) – stacja kolejowa w miejscowości Tajcy, w rejonie gatczyńskim, w obwodzie leningradzkim, w Rosji. Położona jest na linii Petersburg - Iwangorod.

## Historia
W XIX w. powstał tu przystanek kolejowy. Później rozbudowany do stacji.